# Pierre Bonhôte
Pierre Bonhôte, né le 17 juin 1965 à Neuchâtel et mort le 11 mai 2016, est une personnalité politique suisse, membre du parti socialiste suisse.

## Biographie
Après avoir suivi ses études à Hauterive et à Neuchâtel, il obtient un diplôme (en 1988 à l'université de Neuchâtel) puis un doctorat (en 1991 à l'université de Berne) en chimie. Il part ensuite aux États-Unis d'Amérique pour y passer un postdoctorat en 1992 au Massachusetts Institute of Technology.
Député au Grand Conseil du canton de Neuchâtel depuis 1989, il est, de 1993 à 2000, collaborateur scientifique à l'école polytechnique fédérale de Lausanne. Dans la même période, il est conseiller communal de la ville de Neuchâtel, directeur de l'urbanisme, des forêts et domaines, du tourisme et des transports. Il n'est pas réélu aux élections communales de 2004.
À la suite de la démission du conseiller aux États Jean Studer, il est élu en 2005 au Conseil des États contre le libéral Philippe Bauer,. Il recueille 45,4 % des suffrages lors des élections de 2007 qui voit Didier Burkhalter lui ravir son siège à la chambre des cantons en obtenant le score 54,2 %. 
Il est chimiste cantonal adjoint puis chimiste cantonal de Neuchâtel de 2009 à 2015. 
Il meurt à la suite d'une « infection bactérienne foudroyante » en 2016, à près de 51 ans.